# عملية عكسية
العملية العكسية عبارة عن الإدراك والتهميش الوقائي للمعلومات غير المرغوب فيها من خلال التفاعل بين الحيل النفسية العقلية: حيث يشتمل الوعي الباطن على معلومات يمكن أن تسبب نظرية التنافر. وغالبًا ما تستخدم لوصف الصعوبات التي تتم مواجهتها عندما يحاول الأشخاص من أصحاب الآراء المتعارضة بشدة (ولكنهم يفشلون) في مناقشة موضوع ما.
وبمعنى آخر، عندما يناظر شخص ما شخصًا آخر، يمكن أن تكون هناك حالة من عدم الاتصال المحير رغم الفهم الواضح للبرهان. ورغم الفهم الكافي على ما يبدو لتكوين البراهين الداحضة، فإن عقل الشخص المشارك في المناظرة لا يسمح له بالتأثر بهذه المعارف.
وهناك العديد من الحالات على شبكة الإنترنت يمكن أن نلاحظ العمليات العكسية فيها، إلا أن الموقع الرئيسي الذي يمكننا مشاهدتها به هي مجموعات نقاش يوزنت، حيث تميل النقاشات إلى الاستقطاب الشديد. ففي مثل تلك المناظرات، يبدو أن كل طرف لديه فهم متقدم للغاية لوجهة نظر الآخر، إلا أن كلا الطرفين لا يغيران رأييهما. ونتيجة لذلك، يمكن أن تستمر المناظرة لعدة سنوات، بدون تحقيق أي تقدم.

## الديناميكيات
تحدث العملية العكسية بسبب:
1. امتلاك العقل القدرة على تعدد المهام،
2. امتلاك العقل القدرة الداخلية على تقييم واختيار المعلومات على مستوى العقل الباطن، وبالتالي فإننا لا ننغمس بشدة في متطلبات العمليات والمعالجة،
3. لا يمكن الاحتفاظ باعتقادين متعارضين في نفس الوقت،
4. لا يمكن أن يدرك الأشخاص كل العوامل التي تؤدي إلى القرارات التي يتخذونها،
5. يتعلم الناس إستراتيجيات دفاعية فعالة من ناحية الجدال ولكنها غير صالحة من الناحية المنطقية (مثل المغالطات البلاغية)،
6. يميل الناس إلى تفضيل إستراتيجيات التفكير التي أفادتهم بشكل جيد في الماضي، و
7. لا تكون الحقيقة مستساغة للغاية لكي يقبلها العقل.

وتتمثل تداعيات هذه العوامل في أن الأشخاص يشاركون في المناظرات بإخلاص وأمانة، إلا أن الشكل لا يوحي بذلك. ويمكن أن يؤدي ذلك إلى الشعور بالحقد إذا لم يكن كلا الطرفين على دراية بالعملية العكسية ولا يقوم بتعديل نمط المناظرة الخاص به بناءً على ذلك.

## وصلات خارجية
- Introduction to Antiprocess (archive)